# Coalition Arizona

Drapeau de l'Arizona, un des États des États-Unis.

La coalition Arizona (Arizona-coalitie en néerlandais) est le nom donné en Belgique à la coalition gouvernementale fédérale rassemblant différents partis : les libéraux, les socialistes, les chrétiens-démocrates et les nationalistes flamands.
- bleu pour les libéraux wallons : le Mouvement réformateur ;
- rouge pour les socialistes flamands : Vooruit ;
- orange pour les chrétiens-démocrates du CD&V et pour le parti centriste Les Engagés ;
- jaune pour les nationalistes flamands : la N-VA.

Coalition dite Arizona du Gouvernement De Wever dans la.

Elle est d'application pour la première fois en Belgique en 2025 et succède à la précédente coalition, la coalition Vivaldi du Premier ministre Alexander De Croo. L'Arizona a comme Premier ministre le président des nationalistes flamands Bart De Wever et comme gouvernement le gouvernement De Wever. La coalition Arizona compte 82 sièges sur les 150 que compte la Chambre des représentants.